# Heikkilänsaari (ö i Mellersta Finland)
Heikkilänsaari är en ö i Finland. Den ligger i sjön Kuhnamo och i kommunen Äänekoski i den ekonomiska regionen  Äänekoski ekonomiska region  och landskapet Mellersta Finland, i den centrala delen av landet, 270 km norr om huvudstaden Helsingfors. Öns area är 2,8 hektar och dess största längd är 280 meter i sydöst-nordvästlig riktning.